# Régime hybride
Un régime hybride est un type de système politique souvent créé à la suite d'une transition incomplète d'un régime autoritaire à un régime démocratique (ou vice versa). Les régimes hybrides sont classés comme une combinaison de caractéristiques autocratiques et démocratiques et peuvent simultanément organiser des répressions politiques et des élections régulières. Les régimes hybrides sont courants dans les pays en développement dotés d'abondantes ressources naturelles, tels que les États pétroliers,. Bien que ces régimes connaissent des troubles civils, ils peuvent être relativement stables et tenaces pendant des décennies. Il y a eu une augmentation des régimes hybrides depuis la fin de la guerre froide,.
Le terme de régime hybride est issu d'une vision polymorphe des régimes politiques qui oppose la dichotomie autocratie ou démocratie. L'analyse scientifique moderne des régimes hybrides attire l'attention sur la nature décorative des institutions démocratiques (les élections ne conduisent pas à un changement de pouvoir, différents médias diffusent le point de vue du gouvernement et l'opposition au parlement vote de la même manière que le parti au pouvoir, entre autres), d'où l'on conclut que le recul démocratique, une transition vers l'autoritarisme, est la base la plus répandue des régimes hybrides,. Certains chercheurs soutiennent également que les régimes hybrides peuvent imiter une réelle dictature,.

## Histoire

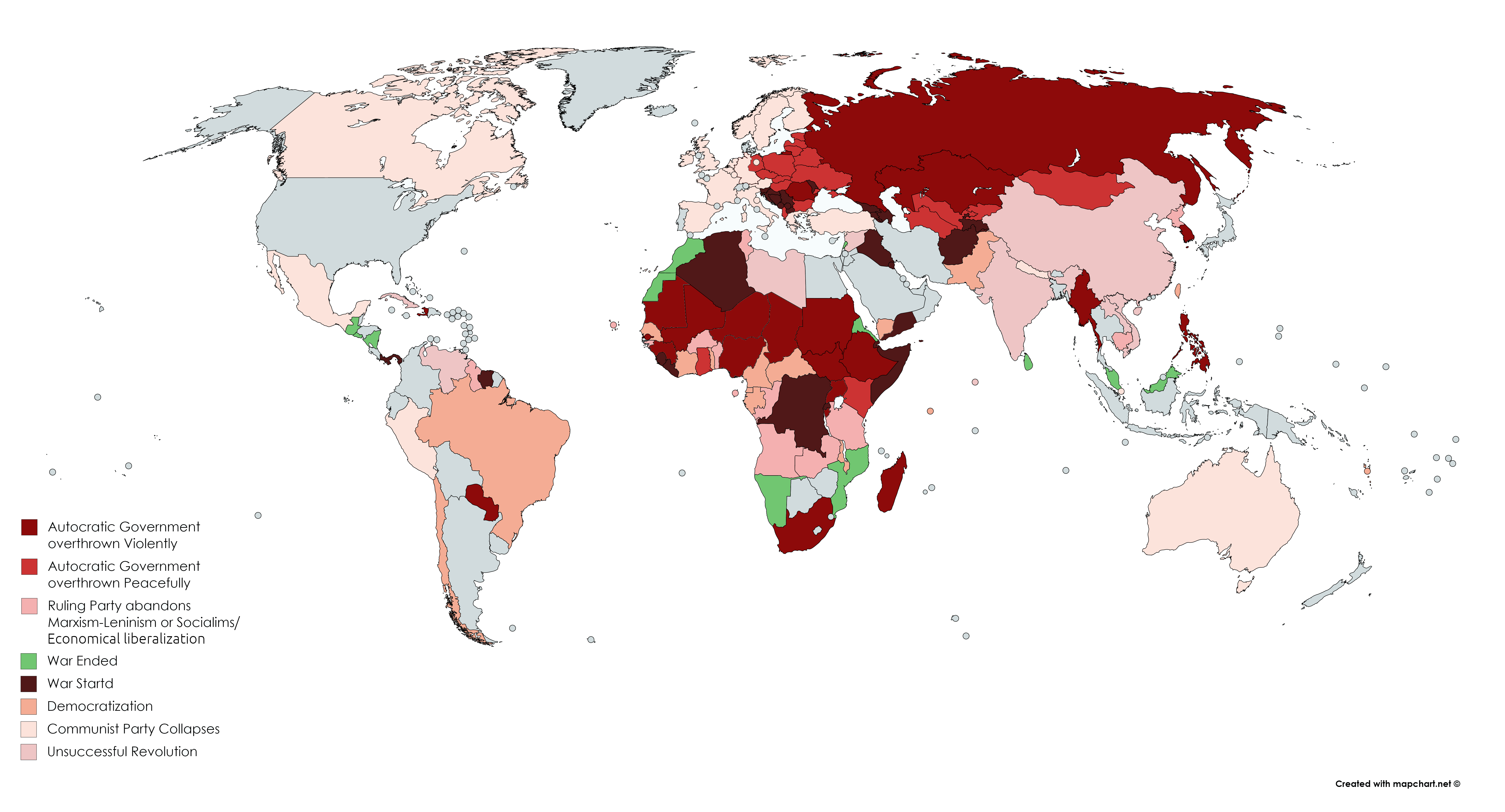
Carte montrant la démocratisation des pays après la guerre froide.

La troisième vague de démocratisation a conduit à l'émergence de régimes hybrides qui ne sont ni totalement démocratiques ni totalement autoritaires,. Ni le concept de démocratie illibérale, ni le concept d'autoritarisme électoral ne décrit pleinement ces régimes hybrides,.
Depuis la fin de la guerre froide, de tels régimes sont devenus les plus courants parmi les régimes non démocratiques,. Au terme du processus de transformation des régimes autoritaires, des élections limitées apparaissent d'une manière ou d'une autre lors de la libéralisation. La démocratie libérale a toujours été assumée alors qu'en pratique ce processus s'est essentiellement figé « à mi-chemin. »
Par rapport aux régimes qui étaient auparavant qualifiés de « transitionnels » dans les années 1980, le terme de régime hybride a commencé à être utilisé et s'est renforcé car selon Thomas Carothers la majorité des "pays en transition" ne sont ni complètement dictatoriaux ni aspirants à la démocratie et dans l'ensemble ils ne peuvent pas être qualifiés de transitionnels. Ils sont situés dans la zone grise politiquement stable, dont les changements peuvent ne pas avoir lieu avant des décennies. Selon lui, régimes hybrides doivent être considérés sans présumer qu'ils deviendront finalement des démocraties. Ces régimes hybrides ont été appelés semi-autoritarisme ou autoritarisme électoral.

Pays s'autocratisant (rouge) ou se démocratisant (bleu) de manière substantielle et significative (2010-2020). Les pays en gris sont sensiblement inchangés.

Les régimes hybrides ont évolué pour devenir plus autoritaires tout en gardant certains traits démocratiques. L'un des principaux problèmes d'un régime autoritaire est la capacité de contrôler les menaces des masses, et les éléments démocratiques des régimes hybrides peuvent réduire les tensions sociales entre les masses et l'élite. Après la troisième vague de démocratisation, certains régimes sont restés bloqués dans la transition vers la démocratie provoquant la création d'institutions démocratiques faibles. Cela résulte d'un manque d'appropriation institutionnelle pendant les moments critiques de la période de transition conduisant le régime dans une zone grise entre démocratie et autocratie.
Cela a amené certains chercheurs à croire que les régimes hybrides ne sont pas des démocraties qui fonctionnent mal, mais plutôt de nouvelles formes de régimes autoritaires. Le défaut de stabilité démocratique est un indicateur pour expliquer et mesurer ces nouvelles formes d'autocraties. De plus, les cotes d'approbation des dirigeants politiques jouent un rôle important dans ces types de régimes, et les éléments démocratiques peuvent faire grimper les cotes d'un dirigeant fort, ce qui est un outil que ces types de dirigeants n'utilisaient pas auparavant. Aujourd'hui, le « régime hybride » est un terme utilisé pour expliquer un domaine croissant du développement politique où les dirigeants autoritaires incorporent des éléments de démocratie qui stabilisent leurs régimes.

## Définition
Les chercheurs varient sur la définition des régimes hybrides en fonction de leur discipline universitaire principale. "Certains chercheurs soutiennent que les démocraties déficientes et les autocraties déficientes peuvent être considérées comme des exemples de régimes hybrides, tandis que d'autres soutiennent que les régimes hybrides combinent les caractéristiques des régimes démocratiques et autocratiques." Les chercheurs débattent également si ces régimes sont en transition ou sont intrinsèquement un système politique stable.

En 1995, Terry Karl a introduit la notion de régime « hybride », qui était simplement définie comme :

« combinant des éléments démocratiques et autoritaires »

Selon le professeur Matthijs Bogaards, les types hybrides sont :

« non pas des sous-types diminués, car ils ne manquent pas du développement complet d'une caractéristique, mais ils présentent plutôt un mélange de caractéristiques des deux types de base, de sorte qu'ils combinent simultanément des dimensions ou des institutions autocratiques et démocratiques »

Pippa Norris a défini les régimes hybrides comme :

« un système caractérisé par des freins et contrepouvoirs faibles sur les pouvoirs exécutifs, des élections défectueuses ou même suspendues, des forces d'opposition fragmentées, des restrictions étatiques sur les libertés des médias, des intellectuels et des organisations de la société civile, des restrictions à l'indépendance du pouvoir judiciaire et le mépris de l'état de droit, la violation des droits de l'homme par les forces de sécurité et tolérance des valeurs autoritaires. »

Le professeur Henry E. Hale a défini les régimes hybrides comme suit : 

« un régime politique qui combine certains éléments démocratiques et certains éléments autocratiques de manière significative. Ce n'est cependant pas une simple catégorie à mi-chemin : les régimes hybrides ont leurs propres dynamiques distinctes qui ne représentent pas simplement la moitié de ce que nous verrions dans une démocratie plus la moitié de ce que nous verrions dans une autocratie. »

Leonardo Morlino a défini les régimes hybrides comme : 

« un ensemble d'institutions persistantes, qu'elles soient stables ou instables, depuis une dizaine d'années environ, ont été précédées par l'autoritarisme, un régime traditionnel (éventuellement avec des caractéristiques coloniales), voire une démocratie minimale et se caractérisent par l'apparition d'un pluralisme limité et des formes de participation indépendantes et autonomes, mais l'absence d'au moins un des quatre aspects d'une démocratie minimale »

Le professeur Jeffrey C. Isaac a défini les régimes hybrides comme suit : 

« Les régimes hybrides ont pour caractéristique commune d'être tous concurrents, bien que l'élite politique au pouvoir réorganise délibérément les réglementations étatiques et l'arène politique pour s'octroyer des avantages indus. »

## Indicateurs

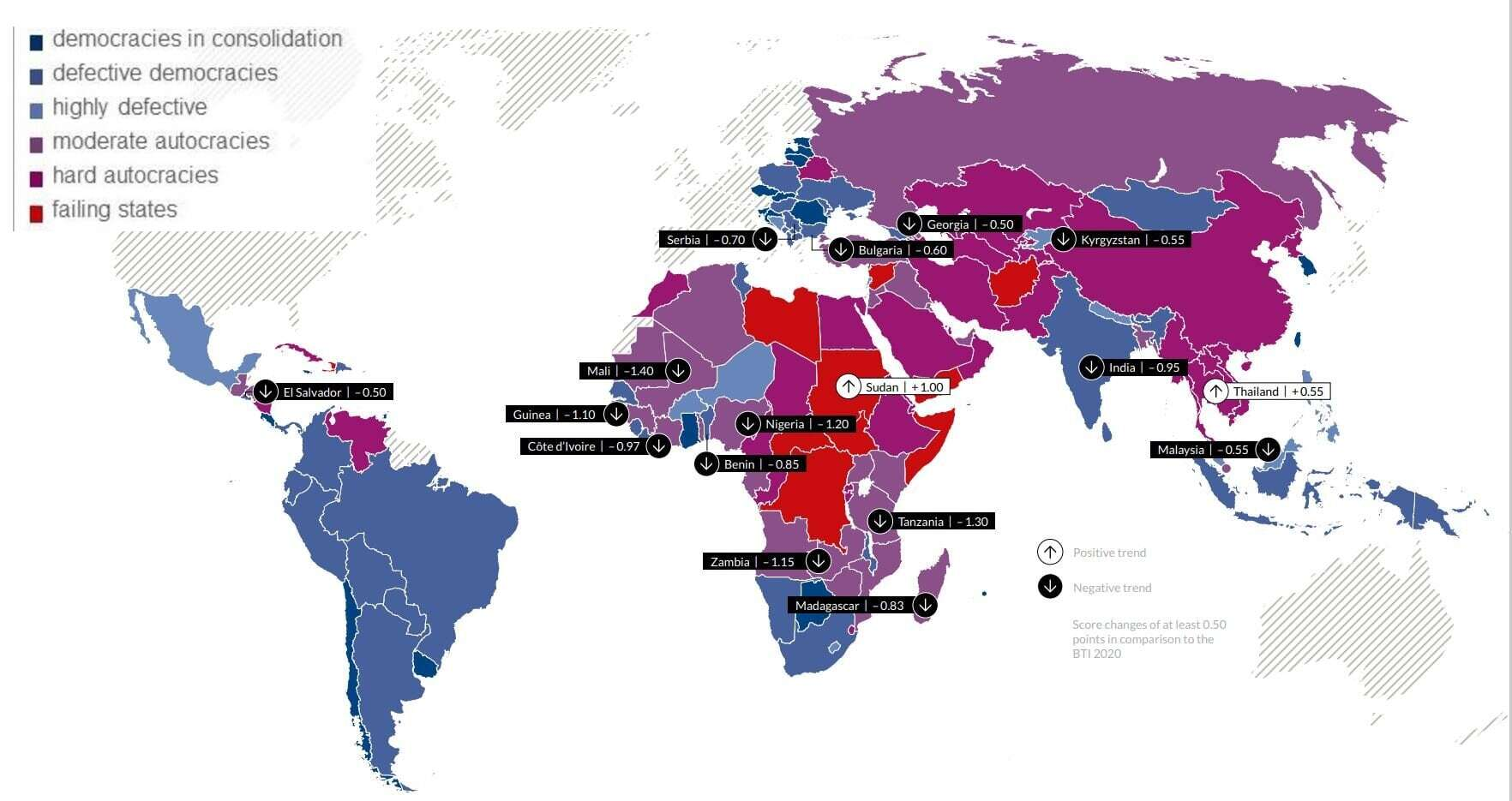
Rapport sur les tendances mondiales Bertelsmann Transformation Index 2022

Selon Guillermo O'Donnell, Philippe C. Schmitter, Larry Diamond et Thomas Carothers, les signes d'un régime hybride incluent :
1. La présence d'attributs externes de la démocratie : élections, multipartisme, opposition légale.
2. Un faible degré de représentation des intérêts des citoyens dans le processus de prise de décision politique : interdiction d'association des citoyens, par exemple les syndicats, ou uniquement sous le contrôle de l'État.
3. Un faible niveau de participation politique.
4. Un caractère uniquement déclaratif des droits et libertés politiques avec une mise en œuvre formelle difficile.
5. Un faible niveau de confiance des citoyens dans les institutions politiques.

Il convient toutefois de noter qu’il ne s’agit que de l’une des nombreuses définitions des régimes hybrides et qu’il n’existe pas de consensus scientifique sur ce concept. Différentes définitions et méthodes de mesure reposent sur des indicateurs variés, ce qui peut conduire à des classifications très différentes selon les pays.

### Transition démocratique

#### Autocratisation

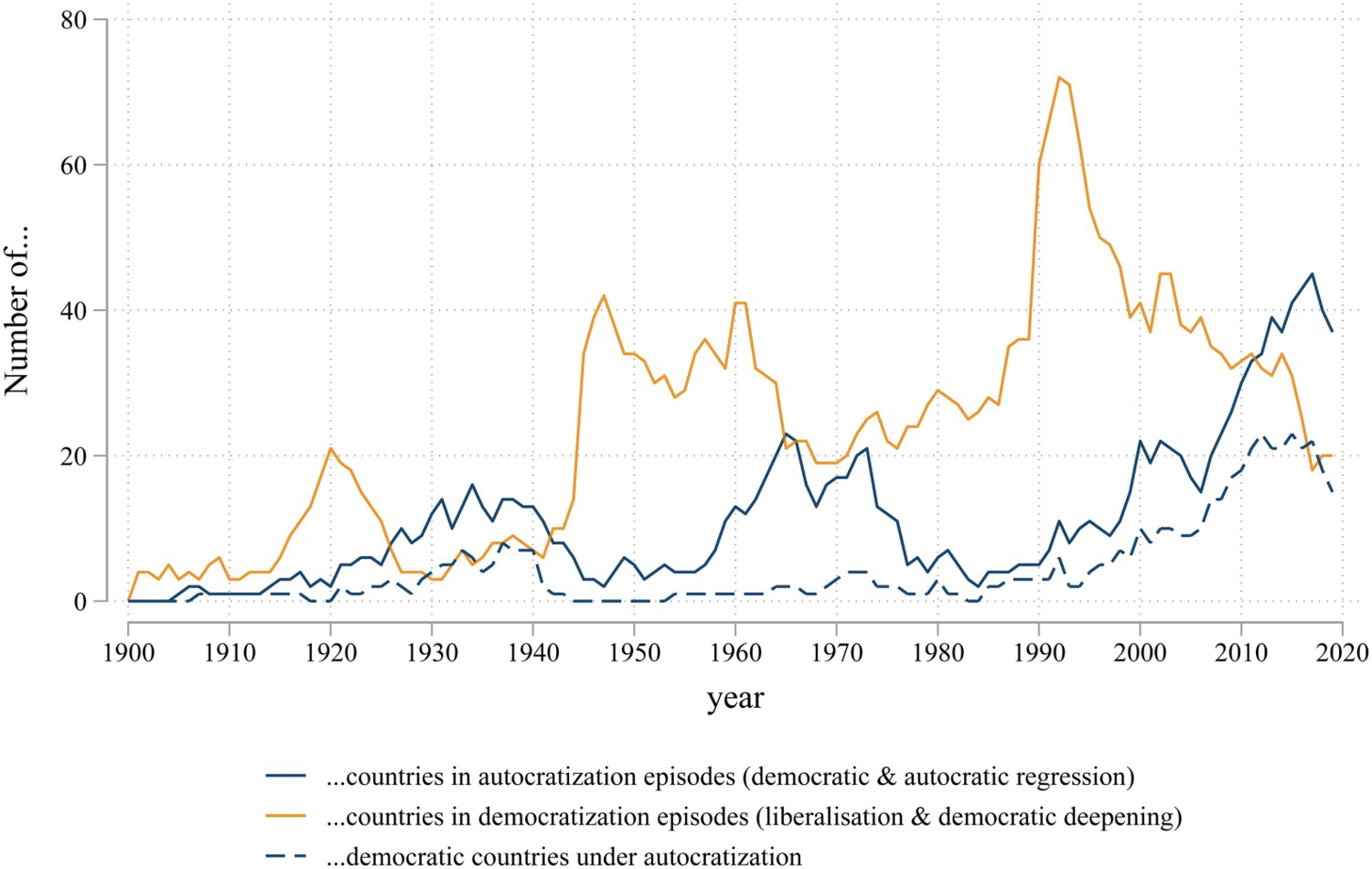
Depuis c. 2010, le nombre de pays qui s'autocratisent (bleu) est supérieur à ceux qui se démocratisent (jaune)

Le recul démocratique, également appelé autocratisation, est « un processus de changement de régime vers l'autocratie qui rend l'exercice du pouvoir politique plus arbitraire et répressif et qui restreint l'espace de contestation publique et de participation politique dans le processus de sélection du gouvernement. » Le déclin démocratique implique l'affaiblissement des institutions démocratiques, comme la transition pacifique du pouvoir ou des élections libres et équitables, ou la violation des droits individuels qui sous-tendent la démocratie, en particulier la liberté d'expression.

#### Démocratisation
La démocratisation est la transition vers un régime politique plus démocratique, y compris des changements politiques substantiels allant dans le sens de la démocratie. Il peut s'agir d'un régime hybride en transition d'un régime autoritaire vers une pleine démocratie, une transition d'un système politique autoritaire vers une semi-démocratie ou une transition d'un système politique semi-autoritaire vers un système politique démocratique.

## Mesure
Il existe divers indices de liberté démocratique produits par des organisations intergouvernementales et non gouvernementales qui publient des évaluations des systèmes politiques mondiaux, selon leurs propres définitions.

### Indice de démocratie
Article détaillé : Indice de démocratie

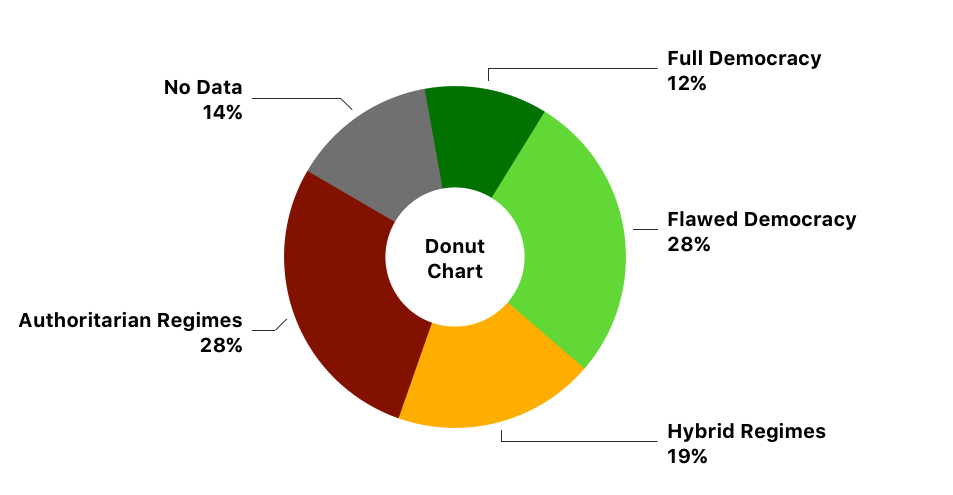
Répartition de l'indices de démocratie

Selon l'indice de démocratie compilé par l'Economist Intelligence Unit, il existe 34 régimes hybrides, représentant environ 20 % des pays, englobant 17,2 % à 20,5 % de la population mondiale.
« L'indice de la démocratie de l'EIU est basé sur les notes de 60 indicateurs, regroupés en cinq catégories : processus électoral et pluralisme, libertés civiles, fonctionnement du gouvernement, participation politique et culture politique ». L'indice de démocratie définit les régimes hybrides avec les caractéristiques suivantes :
- Des fraudes ou irrégularités électorales se produisent régulièrement
- Des pressions sont exercées sur l'opposition politique
- La corruption est répandue et l'État de droit a tendance à être faible
- Les médias subissent des pressions et sont harcelés
- Il y a des problèmes dans le fonctionnement de la gouvernance.

| Full democracies 9.01–10 8.01–9 | Flawed democracies 7.01–8 6.01–7 | Hybrid regimes 5.01–6 4.01–5 | Authoritarian regimes 3.01–4 2.01–3 0–2.00 |

L'indice de démocratie de l'Economist Intelligence Unit 2021
Full democracies
9.01–10
8.01–9
Flawed democracies
7.01–8
6.01–7
Hybrid regimes
5.01–6
4.01–5
Authoritarian regimes
3.01–4
2.01–3
0–2.00

À partir de 2021, les pays considérés comme des régimes hybrides par le "Democracy Index" sont :
- Salvador
- Macédoine du Nord
- Ukraine
- Moldova
- Montenegro
- Malawi
- Fidji
- Bhutan
- Madagascar
- Sénégal
- Hong Kong
- Honduras
- Arménie
- Liberia
- Géorgie
- Népal
- Tanzanie
- Bolivie
- Kenya
- Maroc
- Guatemala
- Ouganda
- Zambie
- Sierra Leone
- Bénin
- Gambie
- Turquie
- Pakistan
- Haïti
- Kirghizistan
- Liban
- Côte d'Ivoire
- Nigeria

### Rapport Global state of democracy
Selon le Global State of Democracy Report de l'Institut international pour la démocratie et l'assistance électorale (IDEA), il existe 20 régimes hybrides. « L'IDEA compile des données à partir de 12 sources de données différentes, y compris des enquêtes d'experts et des données d'observation, notamment la mesure dans laquelle les droits de vote sont inclusifs, les partis politiques sont libres de se former et de faire campagne pour les élections, les élections sont libres et les postes politiques sont pourvus par le biais d'élections. » L'IDEA a défini les régimes hybrides comme :

« Combinaison des éléments de l'autoritarisme avec la démocratie[...]. Ceux-ci adoptent souvent les caractéristiques formelles de la démocratie (tout en permettant peu de concurrence réelle pour le pouvoir) avec un faible respect des droits politiques et civils fondamentaux »

En 2021, les pays considérés comme des régimes hybrides par le Global State of Democracy Report sont :
 
- Angola
- Bénin
- Côte d'Ivoire
- République démocratique du Congo
- Éthiopie
- Gabon
- Jordanie
- Koweït
- Kirghizistan
- Libye
- Mauritanie
- Maroc
- Mozambique
- Nigeria
- Serbie
- Singapour
- Tanzanie
- Togo
- Tunisie
- Turquie

### Institut V-Dem
Modèle:AlignSelon l'Institut V-Dem compilé par l'université de Göteborg, il existe 65 régimes hybrides. Les indicateurs « Régimes du monde » de V-Dem identifient quatre régimes politiques : les autocraties fermées, les autocraties électorales, les démocraties électorales et les démocraties libérales, les autocraties électorales et les démocraties électorales étant regroupées en régimes hybrides.

Selon l'institut V-Dem :

« En 2021, 70 % de la population mondiale – 5,4 milliards de personnes – vivent dans des autocraties fermées ou électorales. Seuls 13 % de la population mondiale résident dans des démocraties libérales et 16 % dans des démocraties électorales. »

Évaluations de Freedom House pour l'Union européenne et les États voisins, en 2019.
Libre

Freedom House « mesure le niveau de gouvernance démocratique dans 29 pays de l'Europe centrale à l'Asie centrale ».

"Freedom House attribue des scores aux pays et territoires du monde entier sur 10 indicateurs de droits politiques (par exemple, s'il existe une possibilité réaliste pour les partis d'opposition d'accéder au pouvoir par le biais d'élections) et 15 indicateurs de libertés civiles (par exemple, s'il existe une liberté et médias indépendants)." Freedom House classe les régimes transitoires ou hybrides comme suit :

« Pays qui sont généralement des démocraties électorales où les institutions démocratiques sont fragiles et où il existe des défis importants à la protection des droits politiques et des libertés civiles »

Freedom house a classé 11 des 29 pays analysés comme « régimes transitoires ou hybrides » :
 
- Arménie
- Géorgie
- Moldavie
- Bosnia and Herzegovina
- Kosovo
- Ukraine
- Hongrie
- Albanie
- Serbie
- Macédoine du Nord
- Monténégro

## Typologie

Citoyens du monde vivant sous différents régimes politiques, tels que définis par Polity IV.

Selon le professeur de l'université Yale, Juan José Linz, il existe aujourd'hui trois principaux types de systèmes politiques : les démocraties, les régimes totalitaires et, entre ces deux régimes, les régimes autoritaires avec de nombreux termes différents qui décrivent des types spécifiques de régimes hybrides,.
Les universitaires se réfèrent généralement à une dictature complète comme une forme d'autoritarisme ou de totalitarisme sur un « système hybride,,. » Les gouvernements autoritaires qui organisent des élections ne sont pas, selon de nombreux chercheurs, des hybrides, mais des régimes autoritaires stables et bien institutionnalisés qui réussissent.  ,, Les éléments démocratiques peuvent simultanément servir des objectifs autoritaires et contribuer à la démocratisation.

### Autoritarisme électoral
L'autoritarisme électoral signifie que les institutions démocratiques sont factices et, en raison de nombreuses violations systématiques des normes démocratiques libérales, adhèrent en fait à des méthodes autoritaires. L'autoritarisme électoral peut être compétitif et hégémonique, et ce dernier ne signifie pas nécessairement des irrégularités électorales. A. Schedler appelle l'autoritarisme électoral une nouvelle forme de régime autoritaire, et non un régime hybride ou une démocratie illibérale. De plus, un régime purement autoritaire n'a pas besoin d'élections comme source de légitimité tandis que des élections non alternatives, désignées à la demande du gouvernant, ne sont pas une condition suffisante pour considérer le régime qui les conduit comme hybride.

### Autocratie électorale
L'autocratie électorale est un régime hybride, dans lequel les institutions démocratiques sont factices et adhèrent à des méthodes autoritaires. Dans ces régimes, des élections régulières sont organisées, mais elles n'atteignent pas les normes démocratiques de liberté et d'équité.

### Démocratie illibérale
Une démocratie illibérale décrit un système de gouvernement dans lequel, bien que des élections aient lieu, les citoyens sont coupés de la connaissance des activités de ceux qui exercent le pouvoir réel en raison du manque de libertés publiques[réf. nécessaire] ; ainsi, il ne constitue pas une société ouverte.
Les dirigeants d'une démocratie illibérale peuvent ignorer ou contourner les limites constitutionnelles de leur pouvoir. Ils ont également tendance à ignorer la volonté de la minorité qui est ce qui rend la démocratie illibérale. Les élections dans une démocratie illibérale sont souvent manipulées ou truquées, utilisées pour légitimer et consolider le titulaire plutôt que pour choisir les dirigeants et les politiques du pays.
Certains théoriciens disent que la démocratie illibérale est un régime hybride fondamentalement antidémocratique et préfèrent donc des termes tels que l'autoritarisme électoral, l'autoritarisme compétitif, ou l'autoritarisme doux.

### Système de parti dominant
Un système de parti dominant est un système politique dans lequel un seul parti politique domine continuellement les résultats des élections sur les groupes ou partis d'opposition. Tout parti au pouvoir restant au pouvoir pendant plus d'un mandat consécutif peut être considéré comme un parti dominant (également appelé parti prédominant ou hégémonique). Certains partis dominants étaient appelés le parti de gouvernement naturel, compte tenu de leur durée au pouvoir.
Les partis dominants et leur domination sur un État se développent à partir de constellations électorales et partisanes unilatérales au sein d'un système multipartite (en particulier sous les systèmes de gouvernance présidentiels) et, en tant que tels, diffèrent des États sous un système à parti unique, qui sont organisée de manière complexe autour d'un parti spécifique. Parfois, le terme « État à parti unique de facto » est utilisé pour décrire les systèmes de parti dominant qui, contrairement à un système de parti unique, permettent (au moins théoriquement) des élections multipartites démocratiques, mais les pratiques existantes ou l'équilibre du pouvoir politique empêchent effectivement l'opposition d'accéder au pouvoir, créant de fait une ressemblance avec un État à parti unique.
Les systèmes de partis dominants diffèrent de la dynamique politique d'autres constellations multipartites dominantes telles que le consociationalisme, les grandes coalitions et les systèmes bipartites, qui sont caractérisés et soutenus par une concurrence et une coopération étroites ou équilibrées.

### Démocratie délégative
En science politique, la démocratie délégative est un mode de gouvernance proche du césarisme, du bonapartisme ou du caudillisme avec un leader fort dans un gouvernement nouvellement créé par ailleurs démocratique. Le concept est né du politologue argentin Guillermo O'Donnell, qui note que la démocratie représentative telle qu'elle existe est généralement liée uniquement aux pays capitalistes hautement développés. Cependant, les démocraties nouvellement installées ne semblent pas être sur la voie de devenir des démocraties pleinement représentatives. O'Donnell appelle les anciennes démocraties délégatives, car elles ne sont pas des démocraties entièrement consolidées mais peuvent être durables.
Pour qu'une démocratie représentative existe, il faut qu'il y ait un effet d'interaction important. Les cas réussis ont mis en vedette une coalition décisive de dirigeants politiques largement soutenus qui prennent grand soin de créer et de renforcer des institutions politiques démocratiques. En revanche, la forme délégative est partiellement démocratique, car le président a carte blanche pour agir et justifier ses actes au nom du peuple. Le président peut « gouverner comme il l'entend » même si cela ne ressemble pas aux promesses faites lors de sa candidature aux élections. Le président prétend représenter l'ensemble de la nation plutôt qu'un simple parti politique, incarnant même le Congrès et le pouvoir judiciaire.
La notion de démocratie délégative d'O'Donnell a été critiquée comme étant trompeuse, car il transforme le modèle délégatif qui est au cœur de nombreux gouvernements démocratiques actuels dans le monde entier en un concept négatif.

### Dictablande
Le terme de dictablanda est utilisé en Espagne afin de caractériser le régime de Dámaso Berenguer (1930-1931). Il est issu d’un jeu de mots en espagnol entre dura (= « dure ») et blanda (= « molle ») ; dictature se disant dictadura en espagnol, « dictablanda » voudrait dire : « dictamolle ».

### Démocratie dirigée
La démocratie dirigée, également appelée démocratie gérée, est un gouvernement formellement démocratique qui fonctionne comme un gouvernement autoritaire de facto ou, dans certains cas, comme un gouvernement autocratique. Ces régimes hybrides sont légitimés par des élections libres et équitables, mais qui ne changent pas les politiques, les motivations et les objectifs de l'État. Le concept est également lié à la semi-démocratie ou à l'anocratie.
En d'autres termes, le gouvernement contrôle les élections afin que le peuple puisse exercer tous ses droits sans vraiment changer la politique publique. Bien qu'ils suivent les principes démocratiques de base, il peut y avoir des déviations majeures vers l'autoritarisme. Dans le cadre d'une démocratie dirigée, l'utilisation continue par l'État de techniques de propagande empêche l'électorat d'avoir un impact significatif sur la politique.
Après la Seconde Guerre mondiale, le terme a été utilisé en Indonésie pour l'approche du gouvernement sous l'administration Soekarno de 1959 à 1966. Il est aujourd'hui largement utilisé en Russie, où il a été introduit dans la pratique courante par les théoriciens du Kremlin, en particulier Gleb Pavlovsky.

### Autocratie libéral
Une autocratie libérale est un gouvernement non démocratique qui suit les principes du libéralisme. Jusqu'au XXe siècle, la plupart des pays d'Europe occidentale étaient des « autocraties libérales ou, au mieux, des semi-démocraties ». Un exemple d'« autocratie libérale classique » était l'Empire austro-hongrois. Selon Fareed Zakaria, un exemple plus récent est celui de Hong Kong jusqu'au 1er juillet 1997, qui était gouverné par la Couronne britannique. Il dit que jusqu'en 1991 « il n'avait jamais tenu d'élections significatives, mais son gouvernement incarnait le libéralisme constitutionnel, protégeant les droits fondamentaux de ses citoyens et administrant un système judiciaire et une bureaucratie équitables. »

### Semi-démocratie
L'anocratie ou la semi-démocratie est une forme de gouvernement qui est en général définie comme partiellement démocratique et partiellement dictatorial, ou comme un « régime qui mélange des caractéristiques démocratiques et autocratiques ». Une autre définition classe l'anocratie. comme « un régime qui permet certains moyens de participation par le biais du comportement d'un groupe d'opposition mais qui a un développement incomplet de mécanismes pour réparer les griefs. » Le terme « semi-démocratique » est réservé aux régimes stables qui combinent des éléments démocratiques et autoritaires. Les chercheurs ont également distingué les anocraties des autocraties et des démocraties dans leur capacité à maintenir l'autorité, la dynamique politique et les programmes politiques. De même, les régimes ont des institutions démocratiques qui autorisent des niveaux nominaux de concurrence.

### Démocratie défectueuse
Les démocraties défectueuses sont un concept qui a été proposé par les politologues Wolfgang Merkel, Hans-Jürgen Puhle et Aurel S. Croissant au début du XXIe siècle pour préciser les distinctions entre les systèmes politiques totalitaires, autoritaires et démocratiques. Il est basé sur le concept de démocratie intégrée. Il existe quatre formes de démocratie défectueuse, la façon dont chaque nation atteint le point de défectuosité varie. Un thème récurrent est la situation géographique de la nation, qui comprend les effets de l'influence des nations environnantes dans la région. Les autres causes des démocraties défectueuses incluent leur voie de modernisation, leur niveau de modernisation, les tendances économiques, le capital social, la société civile, les institutions politiques et l'éducation.

### Démocratie intégrée
La démocratie intégrée est une forme de gouvernement dans laquelle la gouvernance démocratique est assurée par des régimes partiels démocratiques. Le terme «démocratie intégrée» a été inventé par les politologues Wolfgang Merkel, Hans-Jürgen Puhle et Aurel Croissant, qui ont identifié «cinq régimes partiels interdépendants» nécessaires à une démocratie intégrée: régime électoral, participation politique, droits civils, responsabilité horizontale et le pouvoir des représentants élus de gouverner. Les cinq régimes internes travaillent ensemble pour contrôler le pouvoir du gouvernement, tandis que les régimes externes contribuent également à sécuriser et à stabiliser les démocraties enracinées. Ensemble, tous les régimes veillent à ce qu'une démocratie intégrée soit guidée par les trois principes fondamentaux de liberté, d'égalité et de contrôle.